# Vlašićka visoravan
Vlašićka visoravan je visoravan u BiH. Nalazi se na planini Vlašiću. Proteže se na nadmorskoj visini od 1300 metara. počinje kod vrha Ljute grede  (1740 m). Ka jugu se prostire golemi travnjak sa sočnim livadama prema Vlaškoj gomili (1919 m) i Paljeniku (1943 m). Brojna stada (dželepi) ovaca pasu po tim livadama od ranog proljeća do kasne jeseni. Središte proizvodnje vlašićkog sira je na ovom mjestu.